# گراز سرخ رودخانه
گراز سرخ رودخانه (نام علمی: Potamochoerus porcus) نام یک گونه از سرده رودخوک‌ها است.